# أرسينوي المقدونية
أرسينوي المقدونية (عاشت في القرن الرابع قبل الميلاد) والدة بطليموس الأول أول ملوك الدولة البطلمية.
بدايةً، كانت أرسينوي محظية فيليب الثاني ملك مقدونيا القديمة، ثم زوّجها فيليب لنبيل مقدوني يدعى «لاغوس» أثناء حملها لولدها بطليموس، ولكن من المحتمل أن تكون تلك القصة مختلقة فيما بعد من أجل تمجيد أصول البطالمة. من أجل أن يعتبر المقدونيون بطليموس ابنًا لفيليب الثاني، كما اختلق نُسب لبطليموس إلى الأسرة الأرغية عبر تغيير نسب أمه أرسينوي بجعلها ابنة ميلياغر بن بالاكروس بن أمينتاس بن الإسكندر الأول ليصبح بذلك حاملاً لدماء ملكية. وعلى الرغم من ذلك، بيّن بعض النقاد قديمًا وحديثًا أن هذا النسب مُختلق.